# Aborigeni (mitologia)
Gli Aborigeni (in latino Aborigĭnes) sono indicati dalle antiche fonti storico letterarie come tra i più antichi abitanti dell'Italia Centrale.

## Etimologia
Tradizionalmente si ritiene che l'etnonimo sia da ricollegarsi all'espressione latina ab origine, ossia "dall'inizio". Secondo molti studiosi, tuttavia, il termine Aborigines avrebbe in realtà una genesi prelatina, andata perduta, e l'associazione con ab origine sarebbe paretimologica, ossia sviluppata a posteriori.
Un'altra interpretazione, tramandataci da Dionigi di Alicarnasso, sostiene che il nome deriverebbe da Aberrigenes, dalla parola latina aberrare, vagare, in quanto si trattava di popolazioni inizialmente nomadi, mentre l'Origo gentis Romanae riconduce Aborigines al greco ὄρος, "montagna", a indicare la provenienza appenninica della popolazione. Secondo Licofrone, Aborigines starebbe per "uomini del nord", dal greco Βορέας, e un'ulteriore ipotesi etimologica collega il termine ad Arborigines, ossia "nati dagli alberi".

## Storia e origini
Gli Aborigeni avrebbero abitato le zone montuose dell'Italia centrale, gli Appennini.
Da qui si sarebbero poi mossi per scacciare i Siculi (prima popolazione di cui si aveva memoria storica ad abitare il Lazio) dalla zona di Alba Longa, al prezzo di una lunga guerra.
Dionigi di Alicarnasso riporta diverse teorie sulla loro origine:
- per alcuni si trattava dei nativi di quei luoghi, da dove tutte le famiglie e genti sarebbero discese;
- per altri si trattava di nomadi razziatori;
- infine, per alcuni si trattava di genti appartenenti alla popolazione dei Liguri.

Marco Porcio Catone invece riferisce della loro presunta origine greca, anche se non porta alcun riferimento a suo sostegno. Commentando quest'ipotesi, Dionigi crede che si sarebbe dovuto trattare degli Enotri, in quanto i più antichi colonizzatori provenienti dalla Grecia.
In altri testi sono indicati come i più antichi abitanti del Latium vetus (o antiquum), l'attuale parte centrale della regione Lazio.
In epoca remota i Sabini conquistarono la loro capitale Lista, che non fu più riconquistata da suoi abitanti, rifugiatisi a Rieti.
In epoca antica, in conseguenza del rito della Primavera Sacra, iniziarono ad espandere il proprio territorio, entrando in contrasto con le popolazioni vicine, e tra queste, soprattutto con i Siculi. Furono fondate le città di Antemnae, Tellenae, Ficulea e Tibur.
Gli Aborigeni vennero quindi in contatto con i Pelasgi, una popolazione dalla quale discendono i greci e gli illiri, con la quale si allearono. I due popoli uniti diedero battaglia agli Umbri e ai Siculi, conquistando alcune città fondandone altre. Tra queste Caere, Pisa, Saturnia e Alsium.
Quando Enea giunse nel Lazio alla testa dei suoi troiani dall'unione dei due popoli ne nacque uno, appunto il popolo dei latini, così chiamato in onore del re Latino.

## Religione
Praticavano un culto dedito al dio Saturno che si diceva avesse insegnato loro l'agricoltura.
Gli aborigeni praticavano anche il rito della Primavera Sacra, attraverso il quale i giovani di una stessa età venivano destinati a fondare una nuova colonia.

## Città
Dionigi di Alicarnasso, facendo riferimento ad un'opera del reatino Marco Terenzio Varrone, elenca una serie di città, dove Lista era la capitale, fondate dagli Aborigeni, tutte in quello che sarebbe diventato territorio della Regio Samnium et Sabina:, secondo uno studio recente tutte localizzate:
- Rieti;
- lungo la Via Quintia (corrispondente al tratto della Salaria tra Rieti e Passo Corese) si trovavano:
  - Palatium a 25 stadi (circa 4,5 km) da Rieti; corrisponde all'insediamento protostorico rinvenuto presso Belmonte in Sabina (località Grotte Zoccani e Valle del Turano), ancora abitato in epoca romana (mura poligonali in località Terze Ville).
  - Tribula (o Trebula), a 60 stadi (circa 11 km) da Rieti; nota successivamente come Trebula Mutuesca, oggi Monteleone Sabino, di cui si conservano imponenti resti, tra cui quelli dell'anfiteatro romano.
  - Suesbula, a 60 stadi da Tribula; sul Monte Calvo, presso Osteria Nuova (sulla Salaria), dove è stato riportato alla luce un insediamento dell'età del Bronzo.
  - Suna, a 40 (circa 7,4 km) stadi da Suesbula, ed oggi corrispondente con Toffia, abitata fin dall'età del Bronzo da un importante ed esteso insediamento, tra i più notevoli dell'area, riportato alla luce negli anni '60. Nei pressi della città si trovava un antico tempio dedicato a Marte, identificato oggi nel santuario in grotta di Castelnuovo di Farfa (loc. Grotta Scura), risalente fino all'Età del bronzo antico.
  - Mefula, a 30 (circa 5,5 km) stadi da Suna, oggi Monte San Martino, di fronte a Fara in Sabina. Questo è l'unico insediamento protostorico che ha restituito tracce di mura. Presso questa città si trovava un tempio dedicato a Minerva, di incerta localizzazione.
  - Orvinium, a 40 stadi da Mefula, la città più importante degli Aborigeni, di collocazione incerta. È stata identificata con Orvinio comune che ne ha preso il nome.
- Nell'area dell'antico Lago Velino sorgevano:
  - Carsula, ad 80 (circa 14,8 km) stadi da Rieti, corrispondente ad un esteso abitato protostorico perilacustre, che da Santa Susanna di Rivodutri arrivava fino al lago Lungo.
  - L'isola di Issa, oggi Montisola, abitata fin dall'Età del bronzo ed originariamente circondata dalle acque del lago Velino.
  - Colli sul Velino (località Paduli), dove è stato riportato alla luce uno degli insediamenti più vasti a ridosso del lago di Piediluco.
- In territorio cicolano sono riportate le seguenti località;
  - Vatia, a 30 stadi (5,3 km) da Rieti, oggi Vazia, già Lugnano di Villa Troiana, corrispondente ad una vasta area compresa tra Santa Rufina e Cittaducale, dove è stato riportato alla luce un insediamento abitato dell'età del Bronzo (Cittaducale, località Valle Ottara) ed un luogo di culto (Santa Rufina, località Campo Avello).
  - Tiora (anche detta Matiene), a 300 (circa 55 km) stadi da Rieti, corrispondente oggi a Santa Anatolia, dove avvenne il martirio della santa locale Anatolia "in civitate Thora". La città era famosa per un antichissimo oracolo di Marte, riconosciuto in alcuni terrazzamenti in opera poligonale (in località Ara della Turchetta).
  - Lista, a 24 stadi (4,2 km) da Thora, città madre degli Aborigeni, identificata a Corvaro di Borgorose, dove sorgeva un famoso tumulo funerario dell'Età del ferro, un santuario (località S. Erasmo) e si conservano ancora oggi tracce di mura in opera poligonale (oppidum di Monte Frontino). La città venne distrutta da una spedizione bellica notturna dei Sabini provenienti da Amiternum e mai più riconquistata. Santuari romani in opera poligonale sono presenti a Borgorose, trasformati successivamente in chiese, tra cui Santa Maria delle Grazie, San Mauro in Fano e San Giovanni in Leopardo.
  - Cutiliae,[20] che in epoca romana era famosa per le terme di Aquae Cutiliae (o Terme di Cotilia);

Legata al mito degli aborigeni è citata Cures Sabini, la città di origine di Numa Pompilio secondo re di Roma, per la mitologia antica, fu fondata da Modius Fabidius, generato da una fanciulla del popolo degli Aborigeni che si sarebbe congiunta con il dio Quirino.

## Sovrani leggendari
Giano, Saturno, Pico, Fauno e Latino  sono indicati, in questo ordine, come i primi re d'Italia (o del Lazio, a seconda della fonte) e sarebbero perciò stati sovrani degli aborigeni. In alcune fonti Saturno è indicato come primo sovrano al posto di Giano. Secondo il racconto che vuole gli aborigeni arrivati in Italia in un secondo momento, essi sarebbero stati accolti da Pico, come riporta l'origo gentis romanae, il quale sarebbe pertanto il primo sovrano degli aborigeni. Latino avrebbe mutato il nome degli aborigeni in latini.